# ملكة جمال الكون 1981
ملكة جمال الكون 1981 هي مسابقة ملكة جمال الكون الثلاثين في تاريخ مسابقة ملكة جمال الكون منذ انطلاقتها عام 1952، تم عقد مسابقة في 20 يوليو 1981 في مسرح مينسكوف بمدينة نيويورك بالولايات المتحدة. في نهاية الحدث توجت إيرين سايز من فنزويلا من قبل ملكة جمال الكون السابقة شون ويذرلي من الولايات المتحدة. شارك في المسابقة 77 متسابقة على التاج، شهدت المسابقة انسحب ملكة جمال موريشيوس. كان من المقرر في الأصل أن تعقد المسابقة في مدينة غواتيمالا، غواتيمالا. ومع ذلك، لأسباب مالية وسياسية، تم نقل ملكة جمال الكون إلى مدينة نيويورك.

## النتائج

### المراكز النهائية
| النتائج النهائية     | المتنافسة |
| -------------------- | --- |
| ملكة جمال الكون 1981 | - فنزويلا - إيرين سايز |
| الوصيفة الأولى       | - كندا - دومينيك دوفور |
| الوصيفة الثانية      | - السويد - إيفا لينا لوندغرين |
| الوصيفة الثالثة      | - البرازيل - أدريانا ألفيس دي أوليفيرا |
| الوصيفة الرابعة      | - بلجيكا - دومينيك فان إيكهودت |
| أفضل 12              | - الإكوادور - لوسيا إيزابيل فينيوز أورجيليس - ألمانيا - ماريون كورز - هولندا - إنغريد سكوتن - نيوزيلندا - دونيلا تومسن - النرويج - منى أولسن - تاهيتي - تاتيانا تيريامانو - الولايات المتحدة - كيم سيلبرايد |

### المسابقة النهائية
| بلد              | المتوسط الأولي | مقابلة     | ملابس السباحة | فستان سهرة | متوسط نصف النهائي |
| ---------------- | -------------- | ---------- | ------------- | ---------- | ----------------- |
| فنزويلا          | 8.575 (1)      | 8.966 (1)  | 9.024 (1)     | 8.887 (1)  | 8.959 (1)         |
| كندا             | 7.913 (12)     | 8.167 (6)  | 8.133 (5)     | 8.508 (2)  | 8.269 (4)         |
| السويد           | 7.967 (9)      | 8.658 (2)  | 8.050 (6)     | 8.179 (4)  | 8.296 (3)         |
| البرازيل         | 8.330 (4)      | 8.191 (5)  | 8.416 (3)     | 7.824 (7)  | 8.144 (5)         |
| بلجيكا           | 8.223 (6)      | 8.529 (3)  | 8.881 (2)     | 8.268 (3)  | 8.559 (2)         |
| تاهيتي           | 7.940 (11)     | 8.149 (7)  | 8.137 (4)     | 7.962 (5)  | 8.082 (6)         |
| النرويج          | 8.259 (5)      | 8.435 (4)  | 7.717 (8)     | 7.838 (6)  | 7.997 (7)         |
| ألمانيا          | 8.400 (3)      | 7.875 (8)  | 8.041 (7)     | 7.442 (10) | 7.786 (8)         |
| هولندا           | 8.133 (7)      | 7.590 (9)  | 7.633 (9)     | 7.625 (9)  | 7.616 (9)         |
| الولايات المتحدة | 8.527 (2)      | 7.427 (11) | 7.617 (10)    | 7.653 (8)  | 7.565 (10)        |
| الإكوادور        | 7.967 (9)      | 7.442 (10) | 7.300 (12)    | 7.317 (12) | 7.353 (11)        |
| نيوزيلندا        | 8.063 (8)      | 6.950 (12) | 7.492 (11)    | 7.350 (11) | 7.264 (12)        |

### جوائز
| جوائز خاصة           | الفائزون                             |
| -------------------- | ------------------------------------ |
| ملكة جمال الصداقة    | جزر البهاما - ليندا سميث             |
| ملكة جمال فوتوغرافيا | الدنمارك - تينا براندستروب           |
| أفضل زي وطني         | البرازيل - أدريانا ألفيس دي أوليفيرا |

## المتسابقات
- الأرجنتين - سوزانا مابل رينوسو
- أروبا - سينيا رييس
- أستراليا - كارين سانغ
- النمسا - جودرون جولوب
- جزر البهاما - ليندا تيريزا سميث
- بلجيكا - دومينيك فان إيكودت
- بليز - إيفيت زبانة
- برمودا - سايمون فلوري تاكر
- بوليفيا - فيفيان زامبرانو
- البرازيل - أدريانا ألفيس دي أوليفيرا
- جزر العذراء البريطانية - كارمن نيبس
- كندا - دومينيك دوفور
- جزر كايمان - دونا ماري ميري
- تشيلي - ماريا سوليداد هورتادو أريلانو
- كولومبيا - آنا إيديلما (إيدي) كانو بويرتا
- كوستاريكا - روزا إينيس سوليس فارغاس
- كوراساو - ماريا ماكسيما كروس
- قبرص - كاتيا أنجليدو
- الدنمارك - تينا براندستروب
- جمهورية الدومينيكان - فاوستا لوسيا بينا فيراس
- الإكوادور - لوسيا إيزابيل فينيوزا أورجيلس
- إنجلترا - جوانا لونجلي
- فيجي - لين ميشيل ماكدونالد
- فنلندا - ميرجا أورفوكي فارفيكو
- فرنسا - إيزابيل صوفي بينارد
- ألمانيا - ماريون كورتس
- جبل طارق - إيفيت دومينغيز
- اليونان - ماريا نيكولي
- غوادلوب - روزيت بيفواك
- غوام - بيرثا أنطوانيت هارمون
- غواتيمالا - يوما روسانا لوبوس أوريانا
- هولندا - إنغريد جوانا ماري شوتن
- هندوراس - ليزلي نوهيمي سابيلون دافيلا
- هونغ كونغ - إيرين لو كام شيونغ
- آيسلندا - إليزابيت تراستادوتير
- الهند - راتشيتا كومار
- جمهورية أيرلندا - فاليري رو
- إسرائيل - دانا ويكسلر
- إيطاليا - آنا ماريا كاناكيس
- اليابان - مينيكو أوريساكو
- كوريا - لي إيون جونغ
- ماليزيا - أودري لوه يين فونغ
- مالطا - سوزان جاليا
- مارتينيك - جيسلين جان لويس
- المكسيك - جوديث جريس غونزاليس هينكس
- ناميبيا - أنطوانيت أنوزا
- نيوزيلندا - دونيلا تومسن
- جزر ماريانا الشمالية - خوانيتا ماسجا مينديولا
- النرويج - منى أولسن
- بنما - آنا ماريا هنريكيز فالديس
- باراغواي - ماريا إيزابيل أوريزار كاراس
- بيرو - غلاديس سيلفا كانسينو
- الفلبين - اريا كارولين (ماريكار) دي فيرا ميندوزا
- البرتغال - آنا باولا ماتشادو مورا
- بورتوريكو - كارمن لوتي رودريغيز
- لا ريونيون - باتريشيا أبادي
- إسكتلندا - آن ماكفارلين
- سنغافورة - فلورنس تان
- جنوب أفريقيا - دانييلا دي باولو
- إسبانيا - فرانسيس أونديفييلا
- سريلانكا - رينوكا فاروني جيسودسون
- سانت كيتس - مارفا وارنر
- السويد - إيفا لينا لوندغرين
- سويسرا - بريدجيت فوس
- تاهيتي - تاتيانا تيرايامانو
- تايلاند  - ماسوفا كاربرابون
- ترانسكي - كيديبون تمبيسا ليتلاكا
- ترينيداد وتوباغو - روميني سامارو
- تركيا - سيناي آونلو
- جزر توركس وكايكوس - فرانسيس جلوريا ريجبي
- الأوروغواي - جريسيلدا ديان أنكورينا
- الولايات المتحدة - كيم سيلبريد
- جزر العذراء الأمريكية - ماريز سيسيل جيمس
- فنزويلا - إيرين سايز كوندي
- ويلز - كارين روث ستانارد
- ساموا الغربية - لينيتا ماريان شوالجر

## الروابط الخارجية
- موقع ملكة جمال الكون الرسمي